# Étienne Sansonetti
Étienne Sansonetti (5. prosince 1935 Marseille - 31. května 2018 Ajaccio) byl francouzský fotbalista, útočník. V sezóně 1967/1968 byl nejlepším střelcem francouzské Ligue 1.

## Fotbalová kariéra
Hrál za Olympique Marseille, Valenciennes FC, Angers SCO, SC Bastia, AC Ajaccio, AS Monaco FC a Gazélec Ajaccio, v Ligue 1 nastoupil ve 217 utkáních a dal 84 gólů. Ve Veletržním poháru nastoupil v 1 utkání a dal 1 gól.

## Ligová bilance
| Ročník            | Zápasy | Góly | Klub                |
| ----------------- | ------ | ---- | ------------------- |
| Ligue 1 1958/1959 | 5      | 1    | Olympique Marseille |
| Ligue 2 1959/1960 | 4      | 0    | Olympique Marseille |
| Ligue 2 1960/1961 | 26     | 12   | Olympique Marseille |
| Ligue 2 1961/1962 | 32     | 13   | Olympique Marseille |
| Ligue 1 1962/1963 | 31     | 9    | Olympique Marseille |
| Ligue 1 1963/1964 | 27     | 12   | Valenciennes FC     |
| Ligue 1 1964/1965 | 7      | 0    | Valenciennes FC     |
| Ligue 1 1964/1965 | 16     | 3    | Angers SCO          |
| Ligue 2 1965/1966 | 30     | 12   | SC Bastia           |
| Ligue 2 1966/1967 | 30     | 23   | SC Bastia           |
| Ligue 1 1967/1968 | 34     | 26   | AC Ajaccio          |
| Ligue 1 1968/1969 | 27     | 13   | AC Ajaccio          |
| Ligue 2 1969/1970 | 24     | 5    | AS Monaco FC        |
| Ligue 1 1970/1971 | 37     | 11   | AC Ajaccio          |
| Ligue 1 1971/1972 | 35     | 9    | AC Ajaccio          |
| Ligue 2 1975/1976 | -      | -    | Gazélec Ajaccio     |
| CELKEM Ligue 1    | 217    | 84   |                     |